# Хераскова, Елизавета Васильевна
Елизавета Васильевна Хераскова, урождённая Неронова (1737—1809) — русская писательница. Считается второй, после Княжниной, поэтессой, публиковавшей в России свои сочинения (1760).
Супруга поэта Михаила Хераскова; по отзыву Новикова — «Российская де Ля Сюз».

## Биография
Елизавета Васильевна была одной из передовых русских женщин середины XVIII века. Воспитав свой вкус на богатой тогда литературе переводных романов, она пристрастилась к беллетристике и ещё молодой девушкой попробовала свои силы на писательском поприще, но литературой занималась только в молодости.
Ещё девушкой она сотрудничала в журнале М. М. Хераскова, за которого и вышла замуж в 1760 году. Детей у Херасковых не было. Их дом в Москве сделался центром, где охотно собирались молодые авторы, начинавшие свою деятельность под руководством Хераскова.
Невзгоды, обрушившиеся на мужа с преследованиями масонства, сильно её беспокоили; она всеми силами старалась помочь мужу: писала письма Державину, которого то просила заступиться за мужа, то благодарила за дружескую поддержку.
Как человек, Хераскова была в высшей степени симпатична; её миролюбие и добродушие видно хотя бы из того, что она с мужем 20 лет прожила неразлучно под одной кровлей с четой Трубецких. Узнав об этом, императрица Екатерина II, говорят, сказала: «не удивляюсь, что братья (Херасков и Н. Н. Трубецкой были единоутробными братьями) между собой дружны, но вот, что для меня удивительно, как бабы столь долгое время в одном доме уживаются между собою».
К Елизавете Васильевне обращено стихотворение А. П. Сумарокова «Лисица и Статуя» (1761).

## Издания[4]
- Стансы «Взирая на поля, на злачные луга» («Аониды», 1796, кн. I; перепеч. в «Дамском Журнале», 1830, ч. XXX, № 21);
- «Потоп, по расположению г. Геснера» («Вечера», 1772);
- стансы «Не должен человек» («Полезное увеселение», 1760, ч. 2);
- стансы «Будь душа всегда спокойна» (там же);
- молитва «К тебе Творец» (там же);
- сонет «К чему желаешь ты» (там же, 1761,ч. 3);
- «Надежда», стихотв. (там же, ч. 4);
- «Новая сельская библиотека, или отборные повести, важные и любопытные, выбранные из наилучших древних и нынешних писателей» (СПб., 1779—81; перепечатана в «Дамском журнале», 1830, ч. XXX, № 21);
- сонет «Только явится…» («Полезное увеселение», т. III);
- басня «Кошка и воробей» (там же).